# 陸涼州
陸涼州，元朝时设置的州，在今云南省境。
陆凉州，蠻名休納，又名瓦子，訛為瓦作。南有古城曰魯昌，乃漢代同勞縣，即同樂也。南詔蒙氏為阿彥甸，大理段氏為落溫部。元朝至元十三年（1276年），改為陸涼州，領二縣：曰阿納縣、曰芳華縣。洪武十五年（1382年）屬明，初仍其舊縣。洪武二十四年（1391年），因民稀少，革其縣以並於州，属曲靖府。清朝时仍属曲靖府，评价疲，难。民國2年（1913年），陸良鄉紳牛星輝以「陸涼」義近荒涼，且文不雅，倡改「陸涼」為「陸良」，寄託「陸地良好之願望」經都督府批准，改「陸涼州」為陸良縣。